# Eustala guianensis
Eustala guianensis är en spindelart som först beskrevs av Władysław Taczanowski 1873.  Eustala guianensis ingår i släktet Eustala och familjen hjulspindlar. Inga underarter finns listade i Catalogue of Life.